# Orchestra di Filadelfia

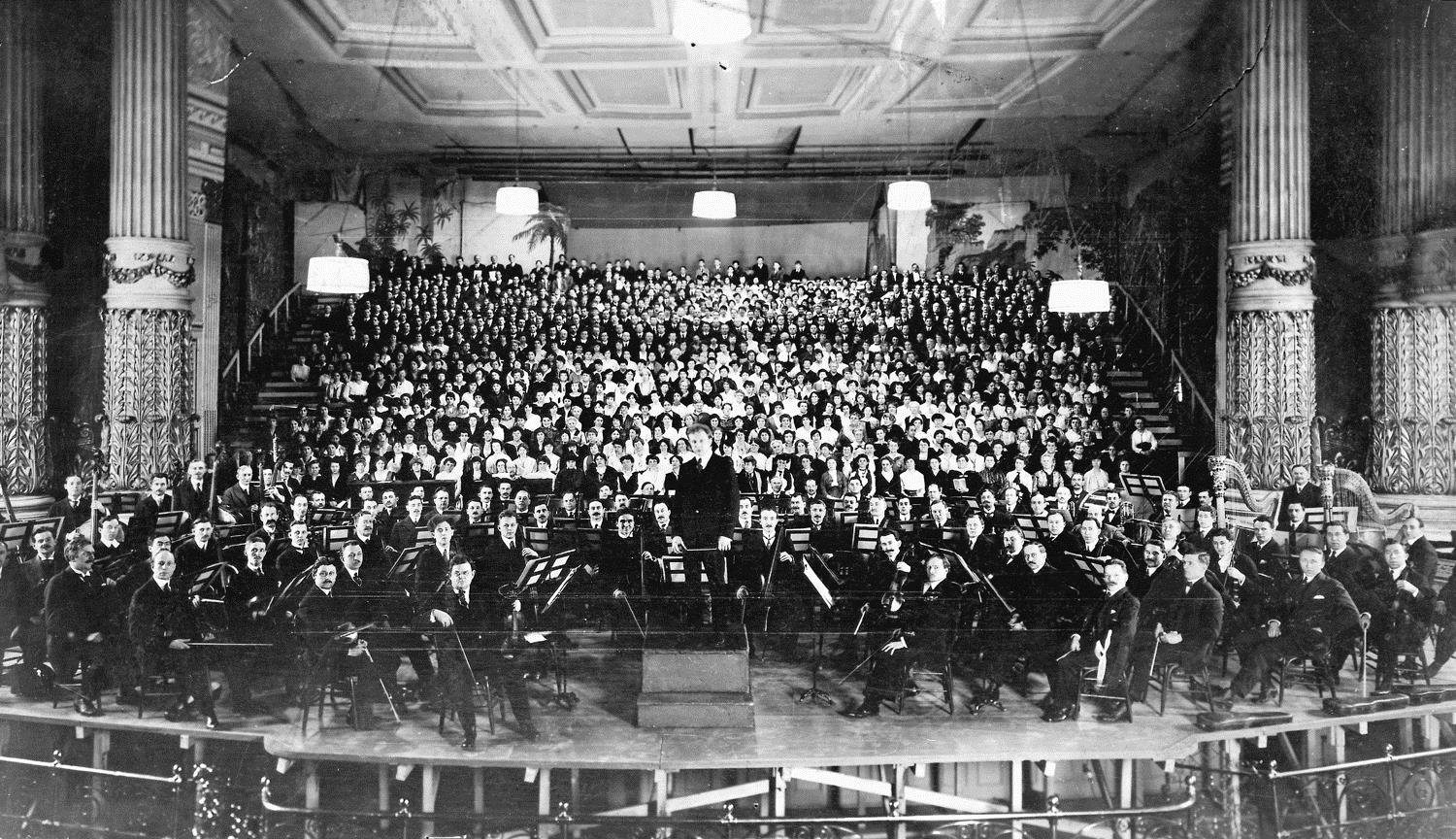
L'Orchestra di Philadelfia alla prima americana della 8ª Sinfonia di Mahler (1916)

L'Orchestra di Philadelfia (Philadelphia Orchestra) è una delle più antiche e prestigiose compagini orchestrali americane.

## Storia
Fondata nel 1900 da Fritz Scheel, nel 1912 Leopold Stokowski divenne il direttore principale dell'orchestra, e creò il "suono di Filadelfia" con il modo libero nell'utilizzo degli archi.

## Direttori musicali
- Fritz Scheel (1900-1907)
- Karl Pohlig (1907-1912)
- Leopold Stokowski (1912-1936)
- Eugene Ormandy (1936-1980)
- Riccardo Muti (1980-1992)
- Wolfgang Sawallisch (1993-2003)
- Christoph Eschenbach (2003-2008)
- Charles Dutoit (Capo Direttore, 2008-2012)
- Yannick Nézet-Séguin (dal 2012) attuale.

## Discografia
- Fantasia: Leopold Stokowski/The Philadelphia Orchestra, EMI
- La trascrizione di Stokowski della Toccata e fuga in Re minore di J.S. Bach con la Philadelphia Orchestra del 1927 per la His Master's Voice premiata con il Grammy Hall of Fame Award 1978
- Bartók, Violin Concerto n. 1 - Ormandy/Stern/Philadelphia Orchestra - Miglior interpretazione solista di musica classica con orchestra (Grammy) 1962
- Beethoven: Symphony No. 6/Leonore Overture No. 3 - The Philadelphia Orchestra/Riccardo Muti, 1988 EMI/Warner
- Beethoven: Symphonies 7 & 8 - The Philadelphia Orchestra/Riccardo Muti, 1988 EMI/Warner
- Beethoven: Symphony No. 9 in D minor, Op. 125 ("Choral") - Cheryl Studer/Delores Ziegler/Peter Seiffert/The Philadelphia Orchestra/Riccardo Muti/Westminster Choir, 1999 Angel/EMI
- Beethoven: Symphony No. 9 In D Minor, Op. 125 "Choral" - Eugene Ormandy/John Alexander/John Macurdy/Lili Chookasian/Lucine Amara/Mormon Tabernacle Choir/The Philadelphia Orchestra, 1966 SONY BMG
- Berlíoz: Symphonie Fantastique - Dukas: The Sorcerer's Apprentice - Mussorgsky: Night On a Bald Mountain - Eugene Ormandy/The Philadelphia Orchestra, 1961/1990 SONY BMG
- Shelomo, Rhapsody For Cello And Orchestra di Ernest Bloch diretto da Stokowski con la Philadelphia Orchestra del 1940 per la RCA Victor che vinse il Grammy Hall of Fame Award 1999
- Rubinstein Collection Vol. 71 Brahms, Concerto No 2 - Philadelphia Orchestra/Eugene Ormandy, Rca Victor Red Seal - Miglior interpretazione solista di musica classica con orchestra (Grammy) 1973
- Brahms: Violin Concerto and "Double" Concerto - Eugene Ormandy/Isaac Stern/Leonard Rose/The Philadelphia Orchestra, 1960/1965 SONY BMG
- Ciaikovsky, Conc. vl./Serenade mélancolique/Mélodie per vl. - Yoo/Ashkenazy/PhO, 2016 Deutsche Grammophon
- De Fallá: El Amor Brujo, Nights In the Gardens of Spain & The Three-Cornered Hat - Eugene Ormandy/Philippe Entremont/Shirley Verrett/The Philadelphia Orchestra, 1960/1992 SONY BMG
- Debussy: la Mer; Prelude L'apres Midi D'un Faune; Danse; Nocturnes - Eugene Ormandy/The Philadelphia Orchestra/The Temple University Womens' Choir, 1959/1965 Sony
- Elgar: Cello Concerto, Enigma Variations, Pomp and Circumstance Marches No. 1 & 4 - Jacqueline du Pré/The Philadelphia Orchestra, 1974/1976 SONY BMG
- Gershwin, Rhapsody In Blue - Oscar Levant con Eugene Ormandy che dirige la Philadelphia Orchestra per la Columbia Masterworks che vince il Grammy Hall of Fame Award 1990;
- Leoncavallo, Pagliacci - Muti/Dessì/Pavarotti/Pons, 1992 Decca
- Mozart: Oboe Concerto, Bassoon Concerto / Strauss: Oboe Concerto / Weber: Hungarian Fantasy - Daniel Barenboim/English Chamber Orchestra/Eugene Ormandy/The Philadelphia Orchestra, 1980/1996 SONY BMG
- Mussorgsky: Pictures at an Exhibition - Stravinsky: The Rite of Spring - The Philadelphia Orchestra/Riccardo Muti, 1992 EMI
- Orff: Carmina Burana - Eugene Ormandy/F. Austin Walter/Harve Presnell/Janice Harsanyi/Rudolf Petrak/Rutgers University Choir/The Philadelphia Orchestra, 1960 SONY BMG
- Paganini: Violin Concerto No. 1 - Saint-Saëns: Havanaise - Sarah Chang/The Philadelphia Orchestra/Wolfgang Sawallisch, 1994 Angel/EMI
- Prokofiev, Concerto n. 1 per Violino e Orchestra - Ormandy/Stern/Philadelphia Orchestra, 1964 CBS/SONY BMG - Miglior interpretazione solista di musica classica con orchestra (Grammy) 1965
- Prokofiev: Peter & the Wolf, Op. 67 - David Bowie/Eugene Ormandy/The Philadelphia Orchestra, 1978 RCA/BMG
- Rachmaninoff, Piano Concerto No. 2 In C Minor con Sergei Rachmaninoff al pianoforte e la Philadelphia Orchestra diretta da Stokowski per la RCA Victor Red Seal premiato con il Grammy Hall of Fame Award 1976
- Rachmaninoff, Rhapsody On A Theme Of Paganini Op. 43 con Rachmaninoff al pianoforte e la Philadelphia Orchestra diretta da Stokowski per la RCA premiato con il Grammy Hall of Fame Award 1979;
- Rachmaninov: Piano Concerto No. 2 & Rhapsody on a Theme of Paganini - Andrei Gavrilov/The Philadelphia Orchestra/Riccardo Muti, 1991 EMI/Warner
- Rachmaninov: The Bells & Spring & 3 Russian Songs - Aleksandrina Pendačanska/Charles Dutoit/Choral Arts Society Of Philadelphia/Kaludi Kaludov/Sergei Leiferkus/The Philadelphia Orchestra, 1994 Decca
- Rachmaninov: Symphony No. 2 - The Rock - Charles Dutoit/The Philadelphia Orchestra, 1995 Decca
- Rachmaninov: Symphony No. 3 - Symphonic Dances - The Philadelphia Orchestra/Charles Dutoit, 1992 Decca
- Orchestral Music of Ravel - Charles Münch/Eugene Ormandy/The Philadelphia Orchestra, 1960/1965 Sony
- Ravel: Bolero/Tchaikovsky: 1812 Overture/Liszt: Les Preludes - The Philadelphia Orchestra/Riccardo Muti, 1983 EMI/Warner
- Rimsky-Korsakov: Scheherazade - Tchaikovsky: '1812' Overture - The Philadelphia Orchestra/Riccardo Muti, 2001 EMI/Warner
- Russian Orchestral Works - Rimsky-Korsakov: Le Coq d'or - Khachaturian: Sabre Dance - Mussorgsky: Hopak - Eugene Ormandy/Leopold Stokowski/National Philharmonic Orchestra/The Philadelphia Orchestra, 1959/1996 Sony
- Schumann: Piano Concerto & Konzertstück, Op. 92 - Schubert: Moments Musicaux, D. 780 (The Art of Interpretation) - Eugene Ormandy/Rudolf Serkin/The Philadelphia Orchestra, 1952/1965 SONY BMG
- Scriabin: Symphonies Nos. 1-3 - The Philadelphia Orchestra/Riccardo Muti, 2001 EMI/Warner
- Shostakovich, Dance album - Chailly/PhDO, 1995 Decca
- Shostakovich: Violin and Cello Concertos - David Oistrakh/Dimitri Mitropoulos/Eugene Ormandy/Mstislav Rostropovich/The Philadelphia Orchestra, 1956/1960 SONY BMG
- Shostakovich: Symphony No. 4 - Chung Myung-whun/The Philadelphia Orchestra, 2002 Deutsche Grammophon
- Sibelius: Four Legends of the Kalevala, Tapiola: Op. 112 - Eugene Ormandy/Helsinki Philharmonic Orchestra/Paavo Berglund/The Philadelphia Orchestra, EMI/Warner
- Strauss: Der Rosenkavalier Suite & Der Bürger Als Edelmann Suite, Op. 60 - Eugene Ormandy/The Philadelphia Orchestra, 1975/1997 SONY BMG
- Stravinsky Stokowski, Sagra della primavera/Trascrizioni da Bach e Stravinsky - Nézet-Seguin/Philadelphia Orch., 2013 Deutsche Grammophon
- Tchaikovsky: Violin concerto in D Major, Op. 35; Sibelius: Violin Concerto, Op. 47 in D minor - Eugene Ormandy/David Oistrakh/The Philadelphia Orchestra, 1960/1961 Sony
- Tchaikovsky: Swan Lake & Sleeping Beauty Suites - Riccardo Muti/The Philadelphia Orchestra, 2012 EMI/Warner
- Tchaikovsky: Violin Concerto/Serenade Melancolique - Eugene Ormandy/Itzhak Perlman/The Philadelphia Orchestra/Suvi Raj Grubb, 1979/1985 EMI
- Tchaikovsky & Sibelius: Violin Concertos - Eugene Ormandy/Isaac Stern/The Philadelphia Orchestra, 1959/1970 SONY BMG
- Wagner, Ouvertures e preludi - Thielemann/Philadelphia Orch., 1997 Deutsche Grammophon